# Il Tulipano Nero (film)
Il Tulipano Nero (La Tulipe noire) è un film del 1964 diretto da Christian-Jaque.
Sebbene abbia lo stesso titolo di un noto romanzo di Alexandre Dumas, in realtà la trama non segue affatto quella del libro dell'autore francese, ma è essenzialmente un film di cappa e spada in stile Zorro.

## Trama
Alla vigilia della Rivoluzione francese nella regione del Rossiglione, un vendicatore mascherato contrasta le angherie della nobiltà. Nel giugno del 1789, nella città di Roussillon, l'aristocratico Guillaume de Saint Preux conduce una doppia vita come bandito mascherato noto come Tulipano Nero. Il Tulipano Nero deruba solo ricchi aristocratici, quindi i contadini locali lo considerano un eroe. Il barone La Mouche è convinto che Guillaume sia il Tulipano e, durante una rapina, sfregia il volto del Tulipano, sperando di usare lo sfregio per smascherare Guillaume. Guillaume chiede quindi al fratello gemello Julien, più gentile e idealista di lui, di impersonarlo. 
Mentre l'imitazione va bene all'inizio, Julien è scioccato nello scoprire che Guillaume deruba gli aristocratici per il brivido e il denaro, non per motivi politici. Julien si innamora di una contadina chiamata Caroline, la figlia del rivoluzionario Plantin. Caro insegna a Julien a diventare uno spadaccino migliore. Quando il barone La Mouche sente che potrebbe esserci un legame tra Guillaume de Saint Preux e l'eroe mascherato, fa imprigionare Julien. Il Tulipano Nero originale lo salva, ma mentre Julien scappa, suo fratello viene colto in flagrante e subito dopo giustiziato. Alla fine, Julien succede al fratello come Tulipano Nero. Si dimostra all'altezza della situazione e ora è un bravo combattente per la giustizia come lo era suo fratello. Ha anche conquistato il cuore di Caroline, che lo sostiene.